# Shuffle Along
Shuffle Along è il titolo di uno spettacolo di rivista messo in scena per la prima volta nel 1921 a New York. Scritto, diretto e interpretato da afroamericani ha svolto un ruolo chiave nel lancio del rinascimento di Harlem, secondo osservatori come il famoso scrittore e poeta Langston Hughes, il quale credeva che, stimolando un interesse diffuso per la creatività nera, lo spettacolo aiutasse a far avanzare lo status sociale degli afroamericani attraverso l'eccellenza nelle arti.

## Produzione
La rivista musicale fu scritta da Flournoy Miller e Aubrey Lyles, con musica e testi di Noble Sissle ed Eubie Blake, tutti veterani del vaudeville che si incontrarono per la prima volta a una festa di beneficenza NAACP a Filadelfia nel 1920. All'inizio del 1921, Shuffle Along fece un tour a New York, New Jersey e Pennsylvania, con pochi soldi rimasti per pagare il cast dopo aver coperto le spese di viaggio e di produzione. Ma tutto cambiò quando lo spettacolo arrivò a Broadway. Shuffle Along ebbe la sua prima a il 23 maggio 1921 al Daly's 63rd Street Theatre. Lo spettacolo divenne rapidamente un grande successo, così popolare da causare ingorghi stradali che portarono la polizia a convertire la 63esima Strada in un'arteria a senso unico per alleviare l'ingorgo.
Il musical rivoluzionario è stato unico per la vasta gamma di talenti che ha portato alla produzione, tra cui il direttore di coro Hall Johnson e il compositore William Grant Still, che suonava l'oboe nell'orchestra. Lo spettacolo ha regalato a diverse leggende del palcoscenico le loro prime grandi occasioni, tra cui Paul Robeson, Adelaide Hall, Florence Mills, Bessie Allison Buchanan e la sedicenne Josephine Baker, che, assunta inizialmente come assistente ai costumi nel backstage, finì sul palco come sostituta di un membro del cast che dovette lasciare per malattia. Lo spettacolo comprendeva canzoni di successo come Love Will Find a Way e I'm Just Wild About Harry, che il presidente Harry S. Truman scelse in seguito come inno elettorale del 1948.
La rivista debuttò a Broadway nel 1921 e restò in scena per 504 repliche, fino al 15 luglio 1922, una durata insolitamente lunga per l'epoca, e fu poi riproposto a Broadway nel 1933 e nel 1951. Una volta che lo spettacolo lasciò New York, fece un tour di tre anni di successo attraverso gli Stati Uniti, il primo musical nero ad essere rappresentato in molti teatri bianchi a livello nazionale. Lo spettacolo fu brevemente riproposto negli anni '30 e '50, ma nessuna delle due produzioni ebbe successo e lo spettacolo fu presto dimenticato dal pubblico.